# 羅斯伍德 (佛羅里達州)
羅斯伍德（英語：Rosewood）是位於美國佛羅里達州李維縣的一個非建制地區。該地的面積和人口皆未知。

## 地理
羅斯伍德的座標為29°14′00″N 82°56′00″W / 29.23333°N 82.93333°W，而該地的平均海拔高度為6米（即20英尺）。